# Nectogalini
Nectogalini es una tribu de mamíferos soricomorfos de la familia Soricidae. Son animales más o menos acuáticos. Animales de pequeño tamaño de 6 a 10 cm y un peso de 10 a 23 gramos, al ser animales semiacuáticos presentan toda una serie de adaptaciones morfológicas a la natación.

## Géneros
- Allopachyura, (†)
- Amblycoptus, (†)
- Anourosoricodon, (†)
- Beckiasorex, (†)
- Beremendia, (†)
- Chimarrogale
- Chodsigoa
- Crusafontina, (†)
- Episoriculus
- Hesperosorex, (†)
- Macroneomys, (†)
- Nectogale
- Nectogalinia, (†)
- Neomys, Kaup, 1829.
- Neomysorex, (†)
- Nesiotites, (†), Bate, 1945.
- Paranourosorex, (†)
- Soriculus